# (135182) 2001 QT322
2001 كيو تي 322 (ويعرف أيضًا باسم (135182) 2001 كيو تي 322 وفق تسمية الكوكب الصغير) (بالإنجليزية: 2001 QT322)‏ هو كويكب ضمن حزام الكويكبات؛ وترتيبه 135182 من حيث الاكتشاف.
اكتُشف هذا الجُرم الفلكي بواسطة مارك ويليام بوي في 21 أغسطس 2001.

## وصلات خارجية
- (135182) 2001 QT322 في قاعدة بيانات مختبر الدفع النفاث لأجرام النظام الشمسي الصغيرة

- الاكتشاف · مخطط المدار ·  العناصر المدارية · المعلمات المادية

- (135182) 2001 QT322 على موقع ويكي سكاي: DSS2, SDSS, GALEX, IRAS, Hydrogen α, X-Ray, Astrophoto, Sky Map, Articles and images